# Hayden Mullins
Ian Hayden Mullins (ur. 27 marca 1979 r. w Reading, Berkshire) – angielski piłkarz występującym na pozycji pomocnika.

## Kariera piłkarska
Mullins swoją przygodę z futbolem rozpoczął w 1996 w Crystal Palace. Od 1998 został włączony do pierwszej drużyny Palace. Anglik został dwa razy wybrany najlepszym piłkarzem swojej ekipy, w roku 1999 i 2003. Przez 5 lat gry dla Orłów wystąpił w 222 spotkaniach, w których strzelił 18 bramek.
W 2003, po krótkim wypożyczeniu, definitywnego transferu zawodnika dokonał West Ham United. Wraz z West Hamem awansował do Premier League w sezonie 2004/05. Dotarł także do finału Pucharu Anglii w sezonie 2005/06, w których to musiał uznać wyższość Liverpoolu. Przez 6 lat spędzonych w londyńskim klubie w 178 spotkaniach strzelił 4 bramki. 
W styczniu 2009 przeszedł do Portsmouth. Także z popularnymi Pompey dotarł do finału Pucharu Anglii w sezonie 2009/10, gdzie ostatecznie lepsza okazała się Chelsea. Łącznie przez 3 lata w Portsmouth rozegrał 114 spotkań, w których strzelił 3 bramki. 
W 2012 został wypożyczony na pół roku do Reading. Poprzez rozegranie 7 spotkań w drużynie Reading miał swój skład w mistrzostwo Championship. Sezon 2012/13 rozpoczął jako zawodnik Birmingham City. Dwa lata później został wypożyczony, a następnie kupiony przez Notts County, w którym w 2015 zakończył karierę piłkarską.
Mullins zagrał w trzech spotkaniach reprezentacji Anglii do lat 21. Zadebiutował w niej w marcu 1999 roku, kiedy to zagrał w spotkaniu z Polską.
| Sezon     | Klub            | Kraj   | Rozgrywki                      | Mecze | Bramki |
| --------- | --------------- | ------ | ------------------------------ | ----- | ------ |
| 1998/99   | Crystal Palace  | Anglia | Football League First Division | 40    | 5      |
| 1999/2000 | Crystal Palace  | Anglia | Football League First Division | 45    | 10     |
| 2000/01   | Crystal Palace  | Anglia | Football League First Division | 41    | 1      |
| 2001/02   | Crystal Palace  | Anglia | Football League First Division | 43    | 0      |
| 2002/03   | Crystal Palace  | Anglia | Football League First Division | 43    | 2      |
| 2003/04   | Crystal Palace  | Anglia | Football League First Division | 10    | 0      |
| 2003/04   | West Ham United | Anglia | Football League First Division | 27    | 0      |
| 2004/05   | West Ham United | Anglia | Championship                   | 37    | 1      |
| 2005/06   | West Ham United | Anglia | Premier League                 | 35    | 0      |
| 2006/07   | West Ham United | Anglia | Premier League                 | 30    | 2      |
| 2007/08   | West Ham United | Anglia | Premier League                 | 34    | 0      |
| 2008/09   | West Ham United | Anglia | Premier League                 | 17    | 1      |
| 2008/09   | Portsmouth      | Anglia | Premier League                 | 17    | 0      |
| 2009/10   | Portsmouth      | Anglia | Premier League                 | 18    | 0      |
| 2010/11   | Portsmouth      | Anglia | Championship                   | 45    | 2      |
| 2011/12   | Portsmouth      | Anglia | Championship                   | 34    | 1      |
| 2011/12   | Reading         | Anglia | Championship                   | 7     | 0      |
| 2012/13   | Birmingham City | Anglia | Championship                   | 28    | 2      |
| 2013/14   | Birmingham City | Anglia | Championship                   | 8     | 0      |
| 2013/14   | Notts County    | Anglia | League One                     | 16    | 1      |
| 2014/15   | Notts County    | Anglia | League One                     | 32    | 0      |

## Kariera trenerska
Przez 4 lata, w okresie od 2016 do 2020, pracował jako trener młodzieżowego zespołu Watford U23. W międzyczasie w latach 2019 i 2020 pełnił rolę tymczasowego trenera pierwszej drużyny Watfordu. 3 września 2020 Mullins został ogłoszony asystentem głównego trenera Steve'a Bulla w Colchester United. 
W lutym 2021 Balla zastąpił Wayne Brown jako trener pierwszego zespołu. Po serii słabych wyników, Brown został z kolei zastąpiony przez Mullinsa 31 marca 2021. 13 maja 2021 Mullins został mianowany głównym trenerem Colchester na stałe. 19 stycznia 2022 Mullins został zwolniony ze stanowiska głównego trenera po serii słabych wyników.

## Sukcesy
West Ham United
- Finał Pucharu Anglii (1): 2005/06

Portsmouth
- Finał Pucharu Anglii (1): 2009/10

Reading
- Mistrzostwo Championship (1): 2011/12